# ويليام برينتون بوغز
ويليام برينتون بوغز (بالإنجليزية: William Brenton Boggs)‏ هو شخصية أعمال أمريكي، ولد في 18 ديسمبر 1918 في دوغلاس في الولايات المتحدة، وتوفي في 7 يناير 2011.